# Percy Smith
Percy James Smith (né en 1880 à Burbage près de Hinckley dans le Leicestershire, et mort le 18 avril 1959 à Watford dans le Hertfordshire) est un joueur de football anglais qui évoluait au poste de défenseur, avant de devenir ensuite entraîneur.

## Palmarès
| \| Preston North End - Championnat d'Angleterre : - Vice-champion : 1905-06. - Championnat d'Angleterre D2 (1) : - Champion : 1903-04. - Meilleur buteur : 1903-04 (26 buts). \| \| Blackburn Rovers - Championnat d'Angleterre (2) : - Champion : 1911-12 et 1913-14. \| |  | Tottenham Hotspur - Championnat d'Angleterre D2 : - Vice-champion : 1932-33.       |
| Preston North End - Championnat d'Angleterre : - Vice-champion : 1905-06. - Championnat d'Angleterre D2 (1) : - Champion : 1903-04. - Meilleur buteur : 1903-04 (26 buts).                                                                                                |  | Blackburn Rovers - Championnat d'Angleterre (2) : - Champion : 1911-12 et 1913-14. |